# Art als Jocs Olímpics d'Estiu de 1948
Als Jocs Olímpics d'Estiu de 1948 celebrats a la ciutat de Londres (Regne Unit) es disputaren cinc competicions d'art entre els dies 15 de juliol i 14 d'agost al Victoria and Albert Museum. Es van concedir medalles en cinc categories (arquitectura, literatura, música, pintura i escultura) per a obres inspirades en l'esport olímpic.
Les competicions d'art formaren part del programa olímpic entre 1912 i 1948, moment en el qual es van suspendre per problemes sobre la seva professionalitat. A partir de 1952, a l'entorn dels Jocs Olímpics, s'associà un entorn no competitiu de festival cultural i artístic.

## Resum de medalles

### Arquitectura
| Prova                    | Or                                                | Argent                                                     | Bronze                                     |
| Disseny arquitectònic    | Adolf Hoch · "Skisprungschanze · auf dem Kobenzl" | Alfred Rinesch · "Wassersport-Zentrum · in Kärnten"        | Nils Olsson · "Valhallabadet"              |
| Planificació urbanística | Yrjö Lindegren · Centre d'atletisme · a Varkaus   | Werner Schindler · Edy Knupfer · Centre Federal d'Esports" | Ilmari Niemeläinen · Centre atlètic a Kemi |

### Literatura
| Prova          | Or                              | Argent                                  | Bronze                               |
| Obra lírica    | Aale Tynni · "Laurel of Hellas" | Ernst van Heerden · "Six Poems"         | Gilbert Prouteau · "Rythme du Stade" |
| Obra dramàtica | No es concedí                   | No es concedí                           | No es concedí                        |
| Obra èpica     | Giani Stuparich · "La Grotta"   | Josef Petersen · "The Olympic Champion" | Eve Foldes · "The Well of Youth"     |

### Música
| Prova             | Or                                   | Argent                                                       | Bronze                                       |
| Vocal             | No es concedí                        | No es concedí                                                | Gabriele Bianchi · "Inno Olimpionico"        |
| Instrumental      | No es concedí                        | Jean Weinzweig · "Divertimenti for Solo Flute · and Strings" | Sergio Lauricella · "Toccata per Pianoforte" |
| Coral i orquestra | Zbigniew Turski · "Olympic Symphony" | Kalervo Tuukanen · "Karhunpyynti"                            | Erling Brene · "Viguer"                      |

### Pintura
| Prova          | Or                                              | Argent                                                    | Bronze                                                       |
| Olis           | Alfred Thomson · "London Amateur Championships" | Giovanni Stradone · "Le Pistard"                          | Letitia Hamilton · "Meath Hunt Point-to-Point Races"         |
| Gravats        | Albert Decaris · "Swimming Pool"                | John Copley · "Polo Players"                              | Walter Battiss · "Seaside Sport"                             |
| Arst aplicades | No es concedí                                   | Alex Diggelmann · "World Championship for Cycling Poster" | Alex Diggelmann · "World Championship for Ice Hockey Poster" |

### Escultura
| Prova    | Or                                | Argent                                | Bronze                                      |
| Estàtues | Gustaf Nordahl · "Homage to Ling" | Chinatanomi Kar · "The Stag"          | Hubert Yencesse · "Nageuse"                 |
| Relleus  | No es concedí                     | No es concedí                         | Rosamund Fletcher · "The End of the Covert" |
| Medalles | No es concedí                     | Oskar Thiede · "Eight Sports Plaques" | Edwin Grienauer · "Prize Rowing Trophy"     |

## Medaller
En el seu moment es concediren medalles als artistes que participaren en la competició i resultaren vencedors, sent però no reconegudes actualment pel Comitè Olímpic Internacional.
| Posició | País       | Or | Argent | Bronze | Total |
| 1       | Finlàndia  | 2  | 1      | 1      | 4     |
| 2       | Àustria    | 1  | 2      | 1      | 4     |
| 2       | Regne Unit | 1  | 2      | 1      | 4     |
| 4       | Itàlia     | 1  | 1      | 2      | 4     |
| 5       | França     | 1  | 0      | 2      | 3     |
| 6       | Suècia     | 1  | 0      | 1      | 2     |
| 7       | Polònia    | 1  | 0      | 0      | 1     |
| 8       | Suïssa     | 0  | 2      | 1      | 3     |
| 9       | Dinamarca  | 0  | 1      | 1      | 2     |
| 9       | Sud-àfrica | 0  | 1      | 1      | 2     |
| 11      | Canadà     | 0  | 1      | 0      | 1     |
| 12      | Hongria    | 0  | 0      | 1      | 1     |
| 12      | Irlanda    | 0  | 0      | 1      | 1     |